# أولاد عزوز (أولاد أحمد)
أولاد عزوز هو دُوَّار يقع بجماعة زيايدة، إقليم بنسليمان، جهة الدار البيضاء سطات في المملكة المغربية. ينتمي الدوّار لمشيخة أولاد أحمد التي تضم 7 دواوير. يقدر عدد سكانه بـ 987 نسمة حسب الإحصاء الرسمي للسكان والسكنى لسنة 2004.

## روابط خارجية
- البوابة الوطنية للجماعات الترابية
- المندوبية السامية للتخطيط